# Fairytale (Kalafina歌曲)
《fairytale》是Kalafina的第3張單曲。於2008年12月24日由SME Records發行。

## 收錄曲

### 通常盤
1. fairytale
作詞：梶浦由記、奈須蘑菇　作曲／編曲：梶浦由記
劇場版動畫《空之境界 第六章 忘卻錄音》片尾主題歌。部分歌詞是引用自奈須的小説《空之境界》忘却録音的序文。
2. serenato
作詞／作曲／編曲：梶浦由記
Kalafina第一首非商業搭配的原創歌曲。
3. sprinter ~Instrumental~
作曲／編曲：梶浦由記
劇場版動畫《空之境界 第五章 矛盾螺旋》片尾主題歌，亦是第2張單曲內《sprinter》的純音樂版本。

### 初回生産限定盤
初回生産限定盤（SECL-733〜SECL-744）與通常版同時發行。除上述的單曲外另附有包含下列影像的DVD：
1. fairytale (Music Video)
2. sprinter ~ufotable EDIT~

## 相關項目
- 空之境界
- TYPE-MOON

## 資料來源
1. ↑  .   [2010-01-27]. （原始内容存档于2009-11-05）.
2. ↑  .   [2010-01-27]. （原始内容存档于2012-02-10）.

## 外部連結
- （日語）Kalafina 官方網站（页面存档备份，存于）